# 鄞州区
鄞州区（ぎんしゅう-く）は、中華人民共和国浙江省寧波市の管轄下にある市轄区。

## 歴史
鄞州区の前身は前222年、秦朝により会稽郡に設置された鄮県である。当時の鄮県は現在の寧波市鄞州区・北侖区・舟山群島を管轄していた。前漢が成立すると秦制を沿襲し鄮県が設置されたが、14年（天鳳元年）、新朝により海治県と改称されたが、後漢により再び鄮県と改称されている。
589年（開皇9年）、隋朝は鄮県・鄞県・余姚県を廃止、句章県に統合、621年（武徳4年）には句章県より鄮県及び鄞県が分割、625年（武徳8年）には再び統合されている。738年（開元26年）、鄮県より慈渓県・翁山県・奉化県が分割された。
909年（開平3年）、五代十国時代の後梁により鄮県は鄞県と改称され現代まで沿襲された。2002年2月1日、鄞県は市轄区の寧波市鄞州区に改編され、2016年に奉化江の西にあった部分を海曙区に移管した上、旧江東区の地域を統合して現在に至る。

## 行政区画

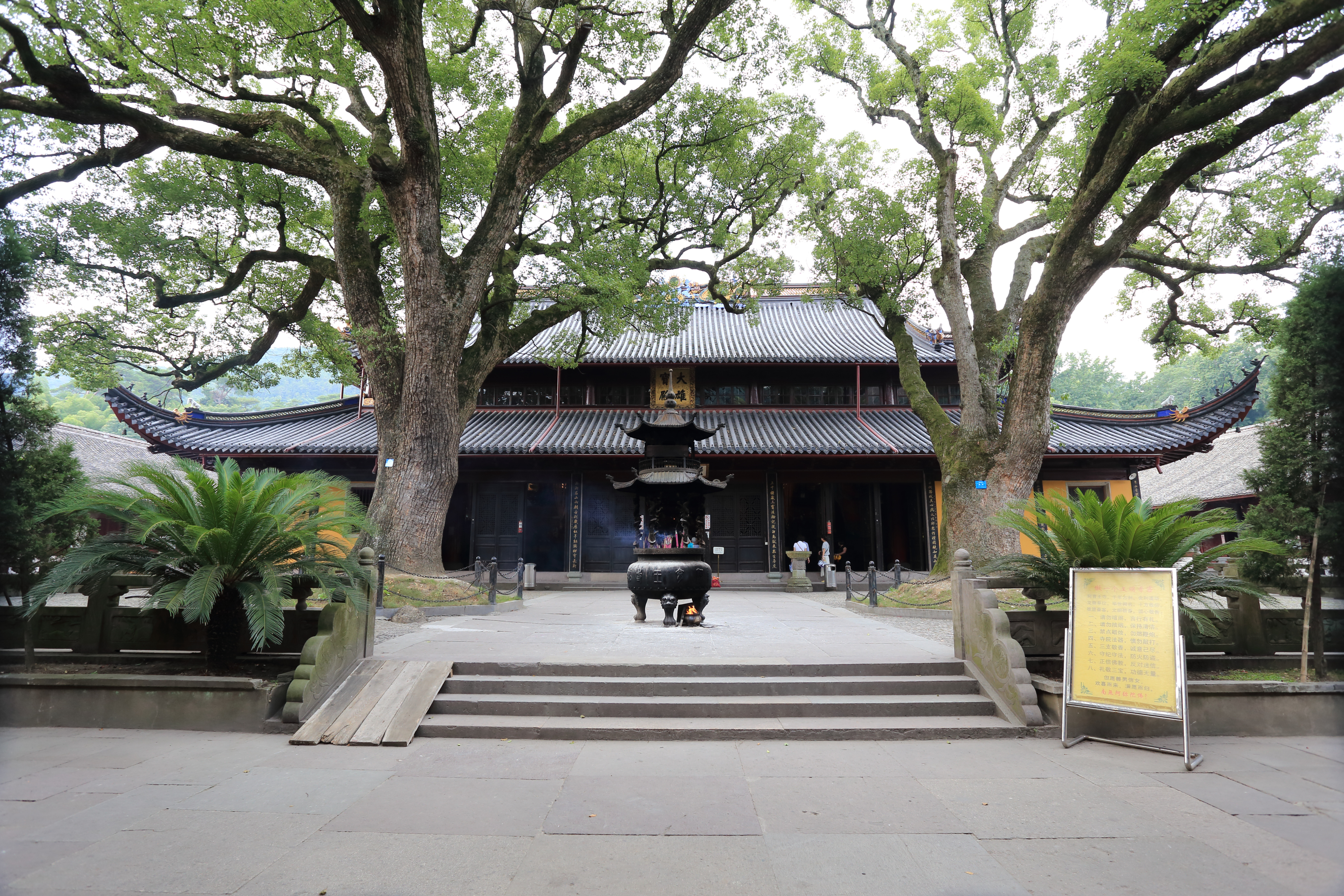
阿育王寺の大雄宝殿

- 街道：下応街道、鍾公廟街道、梅墟街道、中河街道、首南街道、潘火街道、百丈街道、東勝街道、明楼街道、白鶴街道、東柳街道、東郊街道、福明街道、新明街道、聚賢街道
- 鎮：瞻岐鎮、咸祥鎮、塘渓鎮、東銭湖鎮、東呉鎮、五郷鎮、邱隘鎮、雲竜鎮、横渓鎮、姜山鎮

## 出身者
- 趙叔孺 - 清末民初の篆刻家・書家・画家。
- 夏晋麟 - 中華民国（台湾）の国際法学者・教育者・外交官。国際連合で安全保障理事会中華民国副代表と経済社会理事会中華民国代表を務めた。
- 袁礼敦（袁履登） - 中華民国の実業家・政治家。主に上海で活動。
- 董顕光 - 中華民国（台湾）の政治家・外交官・ジャーナリスト。駐日・駐米大使。『中央日報』董事長。『蒋総統伝』の著者として知られる。